# Tallaght
Tallaght (irsk Tamhlacht) er  en forstad til Irlands hovedstad  Dublin. Den er Irlands femtestørste by og administrationsby for  County South Dublin. Tallaght ligger ved foden af Wicklow Mountains ca. 13 km sydvest for Dublins bymidte og havde i 2006 63.978 indbyggere.
Byområdet strækker sig fra Spawell og Tymon Park i øst til Saggart i vest. Den nordlige del af byen grænser op til Clondalkin og Walkinstown, mens den sydlige del grænser op til Wicklow Mountains. Siden begyndelsen af 1970erne har byen udviklet sig fra en lille landsby til en større forstad. Trods sin Infrastruktur og betragtelige indbyggertal har Tallaght endnu ikke fået City status. 
Siden 2004 har Tallaghtv æret forbundet med Dublin med bybanen Luas, via den røde linje. Der kører også flere buslinjer melem Tallaght og Dublin bymidte. Hovedvej N81 går igennem byen fra Dublin til Tullow i County Carlow .

## Historie
Tallaght bliver første gang nævnt i Book of Invasions som begravelsesplads for pestofre.  Derfra stammer også byens navn, som betyder pestgrav. 
I slutningen af det 8. århundrede grundlagde klosterbiskoppen St. Maelruain (død 792) et kloster på stedet, som i 811 blev plyndret af vikingerne, men klosteret bestod indtil det 12. århundrede.  
1310 fik Bailiff von Tallaght tilladelse fra kongen til at oprette et befæstningsanlæg, for at beskytte byen mod de gentagne angreb fra de keltiske klaner. Ingen af disse byggerier er  bevaret i nutiden og der er ingen henvisninger til hvor de lå. 
1324 begyndte man at bygge Tallaght Castle og gennen byggerierne blev byen et vigtig forsvarsanlæg. Slottet blev nedrevet i 1729.
I det 17. og 18. århundrede blev der langs med  floden Dodder opført flere møller, og de sørgede for et økonomisk opsving og en øget befolkningsvækst i området.
1888 blev Tallaght en af stationerne på dampbybanen fra Dublin til Blessington. Banen sørgede for en bedre trafikforbindelse og bragte turister fra Dublin til byen.

## Byen i dag
Byens centrum er domineret af det storet indkøbscenter The Square: Her befinder foruden mange butikker, flere restauranter og et hotel. The Square ligger direkte ved N81 og der er busser og bybane ind til Dublins centrum. 
Sygehuset Tallaght Hospital er et af Irlands største sygehuse. 1992 blev det store tekniske universit Institute of Technology (IT Tallaght) grundlagt. I nærheden af indkøbscentret Squares ligger Tallaght Stadium som er hjemmebane for den professionelle fodboldklub Shamrock Rovers. 

## Ekstern henvisning
- Wikimedia Commons har flere filer relateret til Tallaght
- www.tallaght.net

53°17′19″N 6°21′26″V / 53.2886°N 6.3572°V